# One Love: The Very Best of Bob Marley and the Wailers

One Love: The Very Best of Bob Marley and the Wailers est une compilation des chansons les plus connues de Bob Marley and the Wailers, sortie en 2001 sous le label Island/Tuff Gong.

## Titres
Il comprend les titres suivants :
1. Stir It Up
2. Get Up, Stand Up
3. I Shot the Sheriff
4. Lively Up Yourself
5. No Woman, No Cry (live)
6. Roots, Rock, Reggae
7. Exodus
8. Jammin'
9. Waiting in Vain
10. Three Little Birds
11. Turn Your Lights Down Low
12. One Love / People Get Ready
13. Is This Love
14. Sun Is Shining
15. So Much Trouble in The World
16. Could You Be Loved
17. Redemption Song (band Version)
18. Buffalo Soldier
19. Iron Lion Zion
20. I Know a Place (single remix)